# Amy Poehler
Pour l’article homonyme, voir Poehler.
Amy Poehler, née le 16 septembre 1971 à Newton (Massachusetts), est une actrice, humoriste, scénariste, réalisatrice et productrice américaine. Elle est surtout connue pour avoir été membre du Saturday Night Live de 2001 à 2008, et pour son rôle de Leslie Knope (en) dans la sitcom Parks and Recreation de 2009 à 2015, pour laquelle elle remporta un Critic's Choice Award en 2012 et un Golden Globe en 2014 .
Elle fait partie de la troupe d'improvisation de comédie Upright Citizens Brigade (en) depuis les années 1990. Elle déménage à New York en 1996 avec Matt Besser (en), Ian Roberts (en) et Matt Walsh pour se produire sur scène, avant d'adapter leur sketch pour la chaîne Comedy Central dans la série du même nom de 1998 à 2000. Elle a cofondé avec le groupe le Upright Citizens Brigade Theatre (en), un théâtre d'improvisation et centre de formation, présent à New York et Los Angeles.
Elle a fait partie des 100 personnalités les plus influentes au monde selon le classement 2011 du Time.

## Biographie
Amy Poehler est née à Newton, une banlieue de Boston dans le Massachusetts. Elle grandit à proximité de Burlington (Massachusetts). Ses parents, Eileen et William Poehler, sont tous les deux professeurs de lycée. Son père a des ancêtres anglais, allemand, irlandais et portugais, tandis que sa mère est d'origine irlandaise. Elle a été élevée dans une famille catholique. Elle a obtenu son diplôme (baccalauréat) en 1989 au lycée de Burlington High School (en). Elle a un frère, Greg Poehler (en), acteur et producteur.
Elle étudie à Boston College et y découvre l'improvisation. Elle rejoint My Mother's Fleabag, la plus ancienne troupe universitaire de comédie d'improvisation des États-Unis. Elle obtient son diplôme (licence) en média et communications en 1993. Elle déménage à Chicago pour étudier l'improvisation. Elle suit les cours de Del Close à ImprovOlympic et fait partie d'un groupe d'humoristes Inside Vladimir avec son amie Tina Fey. Elle étudie également au sein de la troupe d'improvisation théâtrale : The Second City (une source de comiques pour Saturday Night Live et SCTV) avec son amie Tina Fey et rejoint un de leurs groupes de sketchs itinérants.

## Carrière

### Upright Cityzens Brigade
Pendant sa période à Second City et Improv Olympic à Chicago, Amy Poehler étudie avec Matt Besser (en) (elle a comme professeurs Del Close et Charma Halpern) où ils faisaient partie de l'équipe d'improvisation originale appelée la Upright Cytizens Brigade. Tandis que le groupe était initialement composé de nombreux membres (Horatio Sanz, Adam Mckay, Rick Roman et Neil Flynn), Amy Poehler a fait rapidement partie du groupe en même temps que Matt Walsh. Les deux, avec Matt Besser (en) et Ian Roberts (en), réalisent des sketchs et improvisent autour de Chicago avant de déménager à New York en 1996. Immédiatement après avoir déménagé à New York, le groupe à rapidement effectué une émission en direct à la télévision, ils apparaissent régulièrement pour des sketchs dans Late Night avec Conan O'Brien.
En 1998, Comedy Central débute la série comique Half-Hour avec le groupe. Au cours de la saison 2, ce groupe a ouvert un centre de théâtre/formation d'improvisation à New York W 26th Street. Le théâtre UCB tient des shows 7 nuits par semaine en plus d'offrir des cours d'écriture de sketchs et des cours d'improvisation. Pendant l'été 2000, Comedy Central a supprimé la série Upright Citizens Brigade après la 3e saison, bien que le théâtre UCB continue à opérer. Le quatuor continue de travailler ensemble dans de nombreux projets, et ils effectuent fréquemment ensemble des spectacles d'improvisation dans leurs théâtre à New York et Los Angeles.

### Saturday Night Live
Amy Poehler a rejoint l'équipe de SNL pendant la saison 2001-2002, son premier épisode étant le premier après les attaques du 11 septembre 2001 — avec Reese Witherspoon, Alicia Keys et le maire de New York Rudy Giuliani. Poehler a été promu de featured player à full cast member pendant sa première saison dans l'émission, ce fut la troisième personne à avoir cette distinction (après Harry Shearer et Eddie Murphy).
Au début de la saison 2004-2005, elle co-présente Weekend Update avec Tina Fey, puisque Jimmy Fallon a quitté l'émission. Dans une interview pour TV Guide, Tina Fey a dit qu'avec Amy Poehler comme co-présentatrice il y a maintenant « le double de tension sexuelle. » Quand Fey a quitté l'émission après la saison 2005-2006 pour se concentrer sur la sitcom qu'elle a créée, 30 Rock, Seth Meyers a rejoint Amy Poehler pour présenter Weekend Update. En 2008, Poehler a été nommée au Primetime Emmy Award pour Meilleur second rôle dans une série comique, elle est ainsi la première actrice (homme et femme confondus) du SNL à être reconnue dans cette catégorie. Elle a été très soutenue par beaucoup de critiques pour gagner ce prix, mais a perdu face à Jean Smart de Samantha qui ?. Elle fut nommée une autre fois en 2009, mais a perdu contre Kristin Chenoweth de Pushing Daisies. Le 13 septembre 2008 le premier épisode de SNL a été ouvert par Tina Fey et Amy Poehler jouant Sarah Palin et Hillary Clinton dans un "spot de campagne politique commun".
Il a été officiellement annoncé le 16 septembre 2008 qu'Amy Poehler pourrait quitter SNL en octobre pour donner naissance à son premier enfant. Le 25 octobre 2008 il a été annoncé par le c-présentateur Seth Meyers qu'il présenterai Weekend Update seul, "Amy Poehler n'est pas ici parce qu'elle va avoir un bébé", l'assemblée a applaudi farouchement. À la fin de Weekend Update, l'invitée spéciale Maya Rudolph et l'acteur Kenan Thompson ont chanté une version customisée de Can't Take My Eyes Off You pour Amy Poehler, en changeant les mots : « We love you Amy, and we just can't wait to meet your baby! », Meyers a terminé l'émission par : « Pour Weekend Update, je suis Seth Meyers — nous t'aimons Amy ! »
Poehler est revenue dans l'émission le 3 novembre 2008, pendant le "SNL Presidential Bash '08", dans le rôle de Hillary Clinton. Le sketch a été pré-enregistré à partir des scènes filmées entre septembre et octobre. Son retour à SNL fut (après la naissance) le 6 décembre 2008 où elle est restée deux semaines. Pendant l'épisode Weekend Update du 13 décembre, elle a remercié sa famille, ses amis et les fans pour leur soutien et a annoncé que ce serait son dernier show. Le 18 avril 2009, un épisode spécial de Saturday Night Live a été diffusé : The Best of Amy Poehler. Elle est revenue pour un Weekend Update (terminant l'émission par : "... et il est Seth Meyers") et a rejoint le chœur pour la chanson Bonne nuit Saigon de Will Ferrell (avec l'équipe de SNL et Tom Hanks, Maya Rudolph, Norm Macdonald, Paul Rudd, Artie Lange, Anne Hathaway, et Green Day) dans l'épisode final de la saison le 16 mai 2009.
Poehler est revenue co-présenter deux épisodes de Weekend Update pendant l'automne 2009 avec Seth Meyers. Elle est également revenue à Saturday Night Live pour l'épisode spécial de la fête des mères le 8 mai 2010 présenté par Betty White.
Amy Poehler est revenue à Saturday Night Live le 25 septembre 2010, pour présenter le premier épisode de la saison 36 avec Katy Perry. Elle est retournée une fois encore pour un épisode spécial de Saturday Night Live : « Les femmes de SNL » diffusé le 1er novembre 2010. Entre le moment où elle a quitté et le moment où elle a présenté, elle a rejoint plusieurs fois Seth Meyers dans Really!?! With Seth and Amy (une rubrique de Weekend Update). Cette rubrique fut diffusée avec Seth Meyers seul après le départ de Amy Poehler, bien qu'il fût accompagné d'invités de marque comme Kermit la grenouille et Kevin Hart. Le 17 décembre 2011, Poehler fut l'invitée de Jimmy Fallon dans le sketch d'ouverture de SNL et dans Weekend Update avec Fallon, Meyers et Fey. Elle apparut une fois encore dans l'épisode présenté par Maya Rudolph le 18 février 2012, reprenant son rôle de Betty Caruso dans le Bronx Beat sketch (avec Maya Rudolph), elle a co-présenté Weekend Update ainsi que la rubrique Really!?! With Seth and Amy, et apparue brièvement en tant que Hillary Clinton à la fin du sketch The Obama Show.
En 2015, pendant l'épisode du quarantième anniversaire de Saturday Night Live, elle a présenté Weekend Update avec Tina Fey et Jane Curtin.

#### Rôle dansSNL
Entre autres, les rôles de célébrités qu'Amy Poehler a joués dans SNL ont inclus : Hillary Clinton, Dakota Fanning, Avril Lavigne, Michael Jackson, Nancy Grace, Katie Couric, Sharon Osbourne, Paula Abdul, Kelly Ripa, Britney Spears, Kim Jong-il, Catherine Zeta-Jones, Julia Roberts, Rosie Perez, Sharon Stone, Katie Holmes, Dolly Parton, Madonna, Anna Nicole Smith, et Pamela Anderson.

### Parks and Recreation

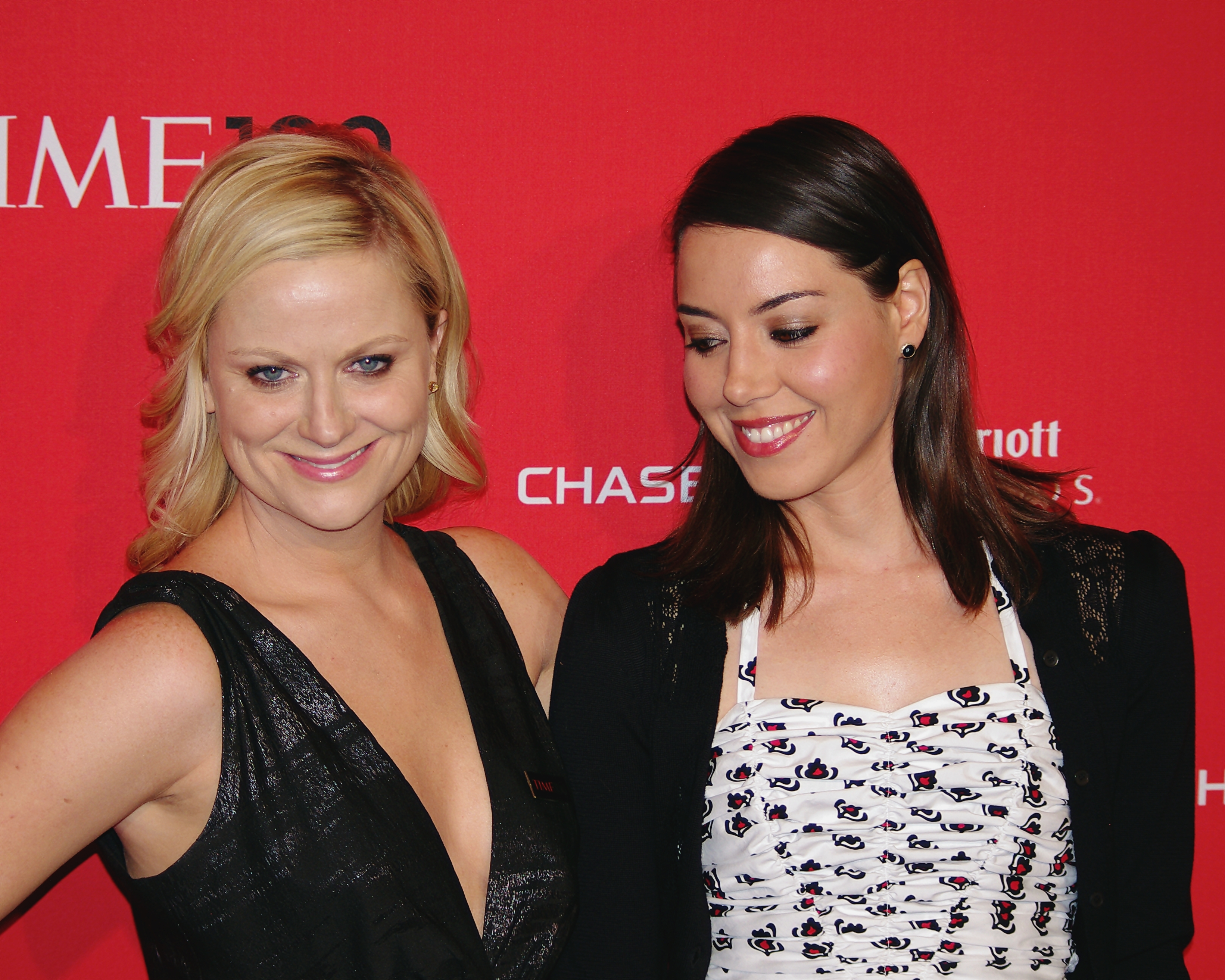
Amy Poehler avec Aubrey Plaza, sa collègue de Parks and Recreation, au gala de 2012 Time 100

Annoncée par la NBC le 21 juillet 2008 et commençant sa diffusion en janvier 2009, la sitcom politique Parks and Recreation fait ses débuts sur la chaîne, mentionnant que ce ne sera pas un spin-off direct de The Office comme spéculé précédemment. Amy Poehler rejoint donc un ensemble d'acteurs composé d'Aziz Ansari, Rashida Jones, Chris Pratt, Aubrey Plaza, Paul Schneider, Nick Offerman, et à la fin de la saison 2, Adam Scott et Rob Lowe.
Dans cette série, Poehler joue le rôle de la directrice adjointe du service des parcs et loisirs, Leslie Knope, dans la ville imaginaire de Pawnee, Indiana. Si la première saison de 6 épisodes est timidement reçue par la critique, la seconde lance définitivement la série parmi les programmes les plus chéris de la profession. La série survit ainsi à des audiences faméliques durant toute son existence, et dure 7 saisons, jusqu'en 2015.
Amy Poehler a écrit 4 épisodes de la série, Telethon dans la saison 2, The Fight et elle a écrit et réalisé l'épisode de la saison 4 The Debate pour lequel elle a été nommée pour le Primetime Emmy Award du meilleur scénario pour une série télévisée comique. Le dernier épisode de la série One Last Ride a été co-écrit par elle-même et le co-créateur de la série Michael Schur, diffusé le 24 février 2015.
Son interprétation de l'enthousiaste et engagée Leslie Knope (en) sera ainsi saluée par six nominations aux Emmy Awards dans la catégorie meilleure actrice. Et lui vaudra un Critic's Choice Award pour la meilleure actrice dans une série comique en 2012 et le Golden Globe de la meilleure actrice dans une série comique télévisée en 2014.
Elle présente d'ailleurs les 70e, 71e et 72e éditions des Golden Globes en duo avec Tina Fey de 2013 à 2015.
En décembre 2015, Amy Poehler reçoit une étoile sur le Hollywood Walk of Fame pour sa contribution à l'industrie télévisuelle.

#### Autres séries
Amy Poehler a servi de productrice exécutive dans la sitcom Welcome to Sweden, créée par son frère Greg Poehler, où elle fait quelques apparitions. La série est diffusée sur NBC.
Elle est aussi productrice exécutive de Broad City diffusée sur Comedy Central, elle y apparaît dans l'épisode final de la saison 1.
Depuis 2015 elle est aussi la productrice exécutive de Difficult People (en) diffusé sur Hulu, laquelle met en scène Billy Eichner de Parks and Recreation et la comédienne Julie Klausner (en), créatrice de la série.
En juin 2016, BBC America a annoncé qu'elle développe une série appelée Zero Motivation. Le projet est produit par Brooke Posch et Poehler.

### Carrière cinématographique et autres œuvres

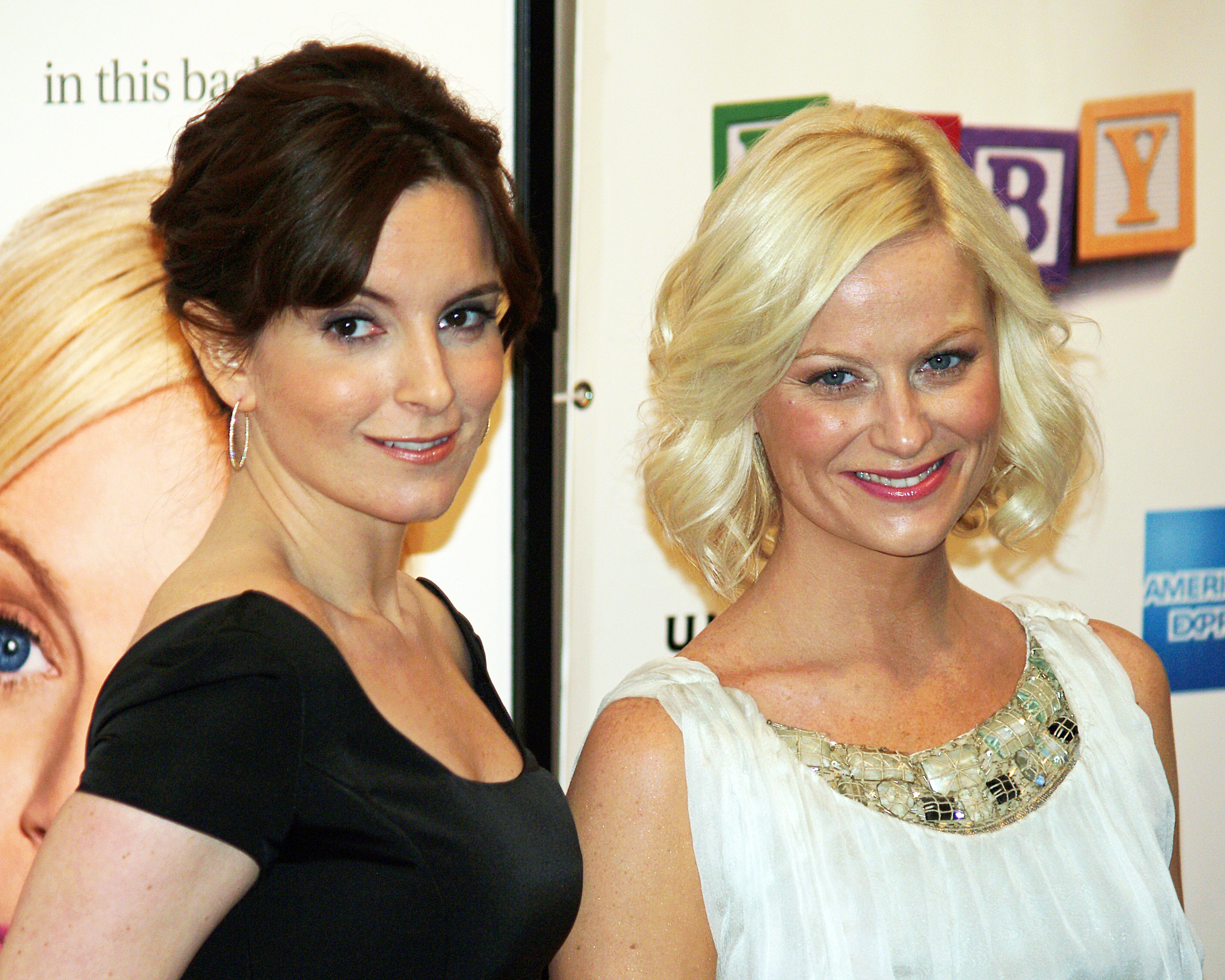
Amy Poehler et Tina Fey à la première de Baby Mama à New York en avril 2008.

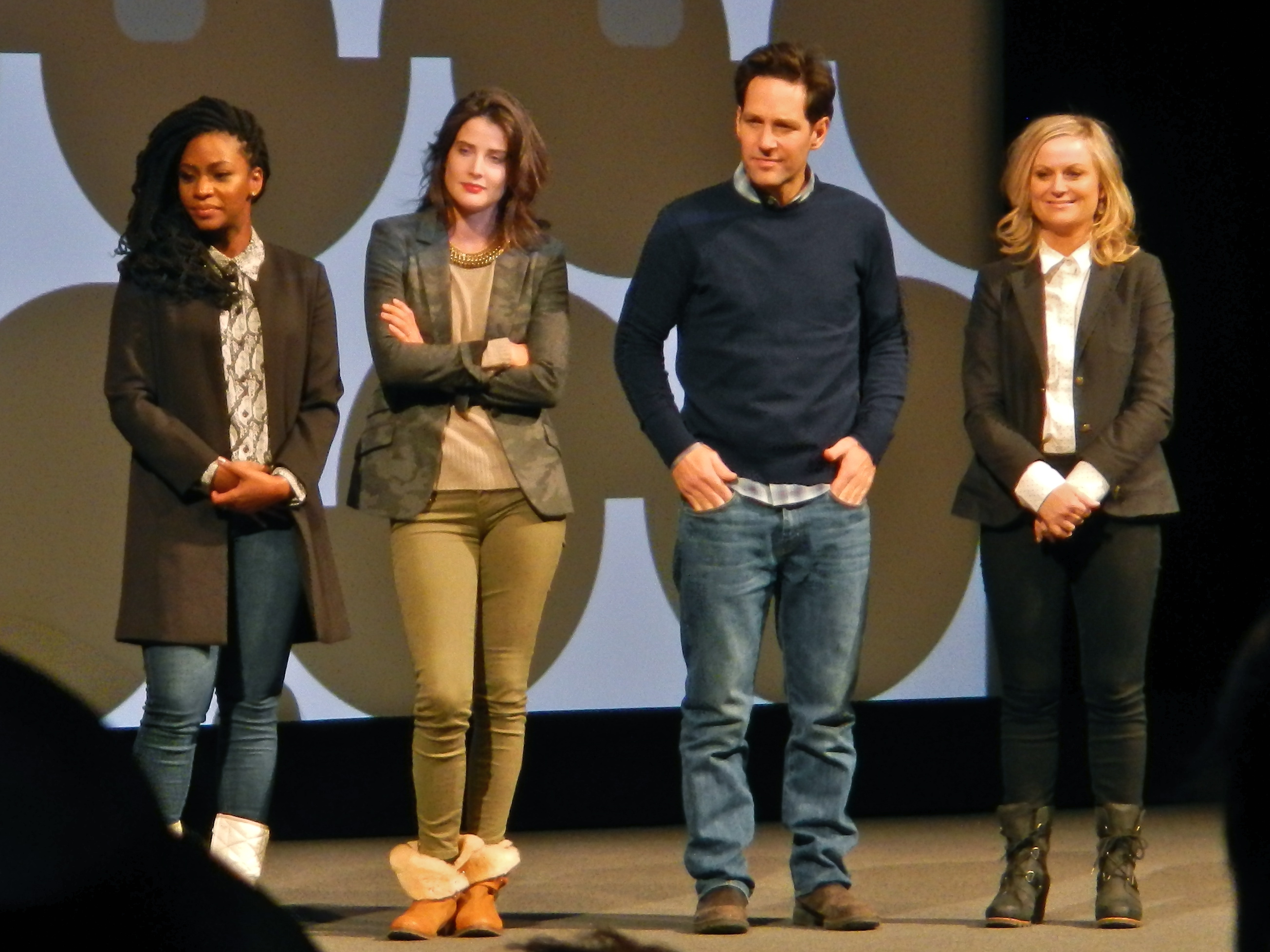
L'actrice avec l'équipe de They Came Together, les acteurs Teyonah Parris, Cobie Smulders, Paul Rudd et le réalisateur David Wain.

Amy Poehler est apparue dans les films : Wet Hot American Summer, Lolita malgré moi, Deuce Bigalow : Gigolo à tout prix, Tenacious D et le Médiator du destin, Les Rois du patin, Envy, Shrek le troisième, Mr. Woodcock et Hamlet 2. Elle est apparue dans divers segments de la comédie dans Late Night avec Conan O'Brien, jouant souvent un rôle récurrent comme la petite sœur de Andy Richter, Stacy, ainsi que quelques apparitions dans deux épisodes de la comédie dramatique : Les Années campus.
Amy Poehler apparaît également dans les films Southland Tales, dont la première a été diffusée le 21 mai 2006 au festival de Cannes 2006. En 2008, elle apparaît dans Horton, Hamlet 2, Baby Mama et Spring Breakdown. Elle a aussi co-créée une série animée pour Nickelodeon, Super Bizz sur Bessie Higgenbottom une « agréable, fille scout obsédée par l'insigne du mérite » à laquelle elle prête ses talents vocaux. En 2009, Amy Poehler a valu une nomination au Daytime Emmy Awards pour interprétation exceptionnelle dans un programme d'animation.
C'est d'ailleurs aux côtés de son ex-collègue de Saturday Night Live, Tina Fey, qu'elle se distingue au cinéma : d'abord dans un second rôle dans la satire Lolita malgré moi en 2004, puis en partageant l'affiche de la comédie Baby Mama en 2008.
Le cinéma lui permet de retrouver d'autres collègues de télévision : elle joue dans le burlesque Les Rois du patin, avec Will Ferrell, Jon Heder, et Will Arnett en 2007 ; le potache Spring Breakdown avec Rachel Dratch en 2009 ; puis le cynique A.C.O.D., avec Adam Scott en 2013.
En septembre 2008, Poehler commence à produire une série sur internet avec deux de ses amies, Meredith Walker et Amy Miles, intitulée Smart Girls at the Party (Filles Intelligentes à la fête). Lancée par le Texas-based ON Networks distributor, le communiqué de presse officiel a déclaré que la série « vise à aider les filles à trouver la confiance dans leurs propres aspirations et talents ». Dans chaque épisode, Amy poehler interview une fille avec un "talent unique, un intérêt pour la communauté ou un point de vue". La première saison a été mise en ligne le 17 novembre 2008 avec les barbies de Mattel en tant que sponsor principal. Smart Girls at the Party revient en 2012 dans le cadre du programme des chaines YouTube originales de Google qui met l'accent sur la création de nouveaux contenus (avec un budget élevé à environ cent millions de dollars). La nouvelle chaine YouTube a repris le 2 juillet 2012 incluant de nouveaux épisodes avec des shows supplémentaires par Amy Poehler, Walker et Miles.
En 2011, Poehler a été incluse dans les "100 personnes les plus influentes dans le monde" du Time. Elle a également prononcé le discours Day Class de l'université de Harvard en 2011.
Amy Poehler et Tina Fey ont présenté la 70e cérémonie des Golden Globes, pour la première fois, en 2013. Leur première apparition a attiré l'attention en raison d'une blague dirigée à Taylor Swift, qui a répondu plus tard avec une citation de Madeleine Albright : "Il y a une place spéciale en enfer pour les femmes qui n'aident pas les autres femmes". La réponse de Amy Poehler au commentaire de Taylor Swift, faite lors d'une interview de Vanity Fair, était humoristique, approuvant qu'elle ira en enfer « mais pour d'autres raisons. Surtout des affaires d’impôts ennuyeuses. »
La fin de Parks and Recreation lui permet de combiner retrouvailles et rôles plus développés sur grand écran : en 2014, elle est ainsi l'héroïne de la comédie romantique They Came Together (en), avec Paul Rudd, et sous la direction de David Wain. En 2015, la série de la chaîne Netflix : Wet Hot American Summer: First Day of Camp, lui permet de retrouver toute la bande de comédiens d'un film devenu entretemps culte.
Amy Poehler a accueilli la cérémonie des Golden Globes avec Tina Fey à nouveau en 2014 dans le cadre d'un contrat de trois ans. Également en 2014, Smart Girl's at the Party, décrite comme une "communauté en ligne" dans l'annonce, a été acquise par la société Legendary Entertainment à la mi-octobre. Poehler a déclaré au média : "Nous chez Smart Girl sommes excités de travailler avec Legendary et "Nous avons hâte de fournir du contenu drôle et d'inspiration pour tous les bros là-bas". Au moment de la transaction plus de 5 millions de vues ont été enregistrées sur sa chaîne YouTube et plus de 550 000 fans ont aimé l'initiative sur Facebook.
Le mémoire de Amy Poehler, Yes Please, publié le 28 octobre 2014. Elle a expliqué ses difficultés lors de la rédaction dans une interview promotionnelle sur la National Public Radio (NPR) qu'elle est "habituée à écrire sur des personnages et pas vraiment à écrire sur elle-même. [...] Il était plus facile de partager les premières parties de ma vie plutôt que mes de mes propres événements actuels." Les sujets abordés dans le livre incluent l'image corporelle, parentalité et l'apprentissage sur les limites de l'apparence physique.
Poehler et Fey ont présenté pour la troisième fois consécutive la cérémonie des Golden Globe 2015, confirmant avant l'événement que la troisième fois serait la dernière. Le magazine Rolling Stone a écrit plus tard que la paire « n'a laissé aucune superstar indemne pendant leur monologue d'ouverture tapageur », dans lequel elles « rôtissent mine de rien l'assemblée réunie. » Le film L'Interview qui tue !, Bill Cosby et Steve Carell ont été parmi les nombreux sujets traités habituels.
Cette année 2015 est cruciale : elle double déjà la jeune héroïne de l'acclamé film d'animation des studios Pixar, Vice Versa, réalisé par Pete Docter ; puis retrouve Tina Fey en têtes d'affiche de la comédie Sisters, mise en scène par Jason Moore, et écrite par une auteur de SNL : Paula Pell.
Le 13 janvier 2013, elle présente pour la première fois la cérémonie des Golden Globes, avec son amie de longue date et collègue Tina Fey. C'est la première fois qu'une femme présente cet évènement. Leur performance est saluée par la critique. Amy Poehler et Tina Fey la présentent par la suite à trois autres reprises, en 2014, 2015 et en 2021.

## Musique
En 2000, alors encore inconnue, elle apparait sur la pochette du single "you can have it all" du groupe de rock indépendant américain Yo La Tengo

## Vie privée
Amy Poehler a vécu en couple avec Matt Besser (en) dans les années 1990.
Elle épouse Will Arnett le 29 août 2003. Le couple a souvent collaboré professionnellement. Dans la série Arrested Development, elle incarne l'épouse de Gob Bluth, justement interprété par son véritable époux Will Arnett. Tous deux se sont retrouvés pour former un duo de patinage artistique constitué d'un frère et d'une sœur aux relations quasi incestueuses dans le film Les Rois du patin. Ils sont apparus ensemble dans Horton, On Broadway, Spring Breakdown, et Monstres contre aliens mais Arnett a aussi fait une apparition en tant qu'invité dans un épisode de Parks and Recreation. Tous deux ont aussi fait le doublage dans Arrietty, le petit monde des chapardeurs. Ils sont parents de deux garçons Archibald William Emerson « Archie » Arnett, né le 25 octobre 2008 et Abel James Arnett, né le 6 août 2010. Le 6 septembre 2012, le couple annonce leur divorce après neuf ans de mariage.
Entre 2013 et septembre 2015, elle est en couple avec le scénariste, humoriste et acteur Nick Kroll. Ils se séparent en 2015, indiquant qu'ils ne pouvaient continuer leur relations avec leurs horaires.

## Filmographie

### Actrice

#### Cinéma
- 1998 : Saving Manhattan : Kirsten
- 1998 : Tomorrow Night (en) : Woman Sprayed with Hose
- 1999 : Deuce Bigalow: Gigolo à tout prix : Ruth
- 2001 : Wet Hot American Summer : Susie
- 2002 : Martin & Orloff (en) : Patty
- 2003 : Sexy Devil (Shortcut to Happiness) : Molly Gilchrest
- 2004 : Lolita malgré moi (Mean Girls) : Mrs. June George
- 2004 : Envy : Natalie Vanderpark
- 2004 : Wake Up, Ron Burgundy: The Lost Movie (vidéo) : Bank Teller
- 2006 : Tenacious D et le Médiator du destin : serveuse au restaurant de la station service
- 2006 : Southland Tales : Dream
- 2006 : Man of the Year : elle-même
- 2006 : Son ex et moi (The Ex) : Carol Lane
- 2007 : Les Rois du patin : Fairchild Van Waldenberg
- 2007 : Shrek 3 : Blanche neige (voix)
- 2007 : Mr. Woodcock : Maggie Hoffman
- 2007 : On Broadway (en) : Farrah
- 2007 : Girl Missing (en) de Robert Florey : Vikki
- 2007 : Wild Girls Gone : Doreen Moran
- 2008 : Hamlet 2 : Cricket Feldstein
- 2008 : Horton (Dr Seuss' Horton Hears a Who!) de Jimmy Hayward et Steve Martino : Sally O'Malley (voix)
- 2008 : Baby Mama de Michael McCullers : Angie
- 2009 : Spring Breakdown de Ryan Shiraki : Gayle O'Brien
- 2009 : Monstres contre Aliens (Monsters vs. Aliens) : Ordinateur Central de Gallaxhar (voix)
- 2009 : Alvin et les Chipmunks 2 (Alvin and the Chipmunks: The Squeakquel) : Éléonore (voix)
- 2010 : Arrietty, le petit monde des chapardeurs : Homily (voix)
- 2010 : Freak Dance (en) : Lillian
- 2011 : La Revanche du Petit Chaperon rouge : Gretel
- 2011 : Alvin et les Chipmunks 3 (Alvin and the Chipmunks: Chipwrecked) : Éléonore (voix)
- 2013 : Légendes vivantes (Anchorman 2: The Legend Continues) d'Adam McKay : Mandy Van Pill
- 2013 : A.C.O.D. : Sondra
- 2013 : Amis pour la vie (Are You Here) : Terri Coulter
- 2013 : Drôles de dindes (Free Birds) : Jenny
- 2013 : They Came Together (en) : Molly
- 2015 : Vice-versa (Inside Out) de Pete Docter : Joie (voix)
- 2015 : Sisters de Jason Moore : Maura Ellis
- 2015 : A Very Murray Christmas de Sofia Coppola : Liz
- 2017 : Vegas Academy : Coup de poker pour la fac (The House) d'Andrew Jay Cohen (en) : Kate Johansen
- 2019 : Un week-end à Napa (Wine Country) : Abby
- 2024 : Vice-versa 2 (Inside Out 2) : Joie (voix)

#### Télévision
- 1996 : Escape from It's a Wonderful Life : Mary et plusieurs personnages (voix)
- 1997 : Apartment 2F (en) : Amy
- 1998 : Late Night with Conan O'Brien : Stacy Richter et plusieurs personnages
- 1998 : Spin City : Susan
- 1998-2000 : Upright Citizens Brigade (en) : Colby et plusieurs personnages
- 2000 : ShortCuts : Pretty Lady
- 2001 : North Hollywood
- 2001 : Late Friday
- 2001-2008 : Saturday Night Live : plusieurs personnages, présentatrice du Weekend Update
- 2001-2002 : Les Années campus (Hillary) : Hillary
- 2003 : Sick in the Head
- 2003 : Soundtracks Live : Ginny Baker
- 2004-2005 : Arrested Development : la femme de Gob.
- 2005 : A.S.S.S.S.C.A.T.: Improv : Performer
- 2005 : Bob l'éponge : Grand-mère (voix)
- 2005 et 2014 : Les Simpson : Jenda (voix)
- 2006 : O'Grady (en) : Wendy
- 2006 : Wonder Showzen (en) : Miss Mary
- 2008-2009 : Saturday Night Live Weekend Update Thursday (en) : elle-même
- 2008-2011 : Super Bizz ! (The Mighty B!) : Bessie Higgenbottom
- 2009-2015 : Parks and Recreation : Leslie Knope (en)
- 2010 : Saturday Night Live : elle-même
- 2010 : Sesame Street : elle-même
- 2012 : 30 Rock : Liz Lemon (en) jeune, épisode Live from Studio 6H
- 2012 : Comedy Bang! Bang! (en) : elle-même
- 2012 : Louie : Debbie (saison 3, épisode 13)
- 2012 : Napoleon Dynamite : Misty
- 2013 : The Greatest Event in Television History (en) : Jennifer Hart
- 2014 : Broad City : Cheryl
- 2014-2015 : Welcome to Sweden : elle-même
- 2014-2015 : Kroll Show (en) : Winnie
- 2014-2015 : The Awesomes : Jaclyn Stone
- 2015 : Wet Hot American Summer: First Day of Camp : Susie
- 2015 : Saturday Night Live : elle-même
- 2017 : Wet Hot American Summer: 10 Years Later (en) : Susie

### Scénariste
- 1996 : Escape from It's a Wonderful Life (téléfilm)
- 1998-2000 : Upright Citizens Brigade (en) : créatrice
- 2003 : Soundtracks Live
- 2005 : Wild Girls Gone
- 2008-2011 : Super Bizz (The Mighty B!) : créatrice
- 2009 -2015 : Parks and Recreation
- 2013 : 71e cérémonie des Golden Globes : co-présentatrice
- 2014 : 72e cérémonie des golden globes : co-présentatrice
- 2014 : Old soul
- 2015 : 73e cérémonie des golden globes : co-présentatrice
- 2016 : The UCB Show (en) : créatrice.

### Productrice
- 2005 : Wild Girls Gone : :
- 2005 : A.S.S.S.S.C.A.T.: Improv (téléfilm)
- 2008-2011 : Super Bizz (The Mighty B!) : productrice exécutive
- 2009-2015 : Parks and Recreation : productrice
- 2012 : Filles Intelligentes à la fête (en) (Amy Poehler's Smart Girls at the Party)
- 2014 : Old Soul : productrice exécutive
- 2014-2015 : Welcome to Sweden : productrice exécutive
- 2014 : Broad City : productrice exécutive
- 2015-2016 : Difficult People (en) : productrice exécutive
- 2016 : The UCB Show (en) : productrice exécutive
- 2016 : Dumb Prince : productrice exécutive.

### Réalisatrice
- 2012-2015 : Parks and Recreation - 3 épisodes
- 2014 : Broad City - épisode The Last Supper
- 2016 : Dumb Prince
- 2019 : Un week-end à Napa
- 2021 : Moxie

## Publication
- (en) Amy Poehler, Yes Please, Dey Street Books, 2014 (ISBN 978-0062268341)

## Distinctions
| Année | Prix                              | Catégorie                                                      | Œuvre                             | Résultat |
| ----- | --------------------------------- | -------------------------------------------------------------- | --------------------------------- | -------- |
| 2005  | Teen Choice Awards                | Meilleure Comédienne                                           | Saturday Night Live               | Lauréate |
| 2006  | Prism Awards                      | Meilleure performance dans une série télévisée comique         | Saturday Night Live               | Nommée   |
| 2008  | Primetime Emmy Awards             | Meilleur second rôle dans une série comique                    | Saturday Night Live               | Nommée   |
| 2009  | Primetime Emmy Awards             | Meilleur second rôle dans une série comique                    | Saturday Night Live               | Nommée   |
| 2009  | Teen Choice Awards                | Meilleure Comédienne                                           | Saturday Night Live               | Nommée   |
| 2009  | MTV Movie Awards                  | Meilleur moment WTF                                            | Baby Mama                         | Lauréate |
| 2009  | MTV Movie Awards                  | Meilleure performance comique                                  | Baby Mama                         | Nommée   |
| 2009  | People's Choice Awards            | Meilleure harmonie à la télévision                             | Baby Mama                         | Nommée   |
| 2009  | Daytime Emmy Awards               | Interprétation exceptionnelle dans programme d'animation       | Super Bizz                        | Nommée   |
| 2010  | Daytime Emmy Awards               | Interprétation exceptionnelle dans programme d'animation       | Super Bizz                        | Nommée   |
| 2010  | People's Choice Awards            | Actrice préférée dans une série comique                        | Parks and Recreation              | Nommée   |
| 2010  | Primetime Emmy Awards             | Meilleure actrice principale dans une série comique            | Parks and Recreation              | Nommée   |
| 2011  | Critic's Choice Television Awards | Meilleure actrice dans une série comique                       | Parks and Recreation              | Nommée   |
| 2011  | Critic's Choice Television Awards | Meilleure série comique                                        | Parks and Recreation              | Nommée   |
| 2011  | Primetime Emmy Awards             | Meilleure série comique                                        | Parks and Recreation              | Nommée   |
| 2011  | Primetime Emmy Awards             | Meilleure actrice principale dans une série comique            | Parks and Recreation              | Nommée   |
| 2011  | Satellite Awards                  | Meilleure actrice dans une série télévisée musicale ou comique | Parks and Recreation              | Nommée   |
| 2011  | Television Critics Association    | Meilleure interprétation dans une série comique                | Parks and Recreation              | Nommée   |
| 2011  | Variety's Power of Comedy Award   | Variety's Power of Comedy Award                                | Variety's Power of Comedy Award   | Lauréate |
| 2012  | Peabody Award                     | Peabody Award                                                  | Parks and recreation              | Lauréate |
| 2012  | The Comedy Awards (en)            | Meilleure actrice comique                                      | Parks and recreation              | Lauréate |
| 2012  | Critics' Choice Television Awards | Meilleure actrice comique                                      | Parks and recreation              | Lauréate |
| 2012  | Critics' Choice Television Awards | Meilleure actrice dans une série comique                       | Parks and recreation              | Nommée   |
| 2012  | Golden Globe Awards               | Meilleure actrice dans une série musicale ou comique           | Parks and recreation              | Nommée   |
| 2012  | Primetime Emmy Awards             | Meilleure actrice principale dans une série comique            | Parks and recreation              | Nommée   |
| 2012  | Primetime Emmy Awards             | Meilleur scénario pour une série comique                       | Parks and recreation              | Nommée   |
| 2012  | Producers Guild of America        | Meilleure série comédie                                        | Parks and recreation              | Nommée   |
| 2012  | Satellite Awards                  | Meilleure actrice dans une série comique ou musicale           | Parks and recreation              | Nommée   |
| 2012  | Satellite Awards                  | Meilleure série télévisée musicale ou comique                  | Parks and recreation              | Nommée   |
| 2012  | Television Critics Association    | Meilleure interprétation dans une série comique                | Parks and recreation              | Nommée   |
| 2012  | Writers Guild of America          | Télévision: série comique                                      | Parks and recreation              | Nommée   |
| 2013  | Golden Globe Awards               | Meilleure actrice dans une série musicale ou comique           | Parks and recreation              | Nommée   |
| 2013  | Screen Actors Guild               | Meilleure performance par une actrice dans une série comique   | Parks and recreation              | Nommée   |
| 2013  | Writers Guild of America          | Meilleure série comique                                        | Parks and recreation              | Nommée   |
| 2013  | Writers Guild of America          | Meilleure épisode comique                                      | Parks and recreation              | Nommée   |
| 2013  | Gracie Awards (en)                | Meilleure actrice                                              | Parks and recreation              | Lauréate |
| 2013  | Television Critics Association    | Meilleure interprétation dans une série comique                | Parks and recreation              | Nommée   |
| 2013  | Primetime Emmy Awards             | Meilleure actrice principale dans une série comique            | Parks and recreation              | Nommée   |
| 2013  | Critics' Choice Television Awards | Meilleure actrice dans une série comique                       | Parks and recreation              | Nommée   |
| 2013  | Critics' Choice Television Awards | Meilleure série comique                                        | Parks and recreation              | Nommée   |
| 2014  | Golden Globe Awards               | Meilleure actrice dans une série télévisée musicale ou comique | Parks and recreation              | Lauréate |
| 2014  | Golden Globe Awards               | Meilleure série télévisée musicale ou comique                  | Parks and recreation              | Nommée   |
| 2014  | Writers Guild of America          | Meilleure série comique                                        | Parks and recreation              | Nommée   |
| 2014  | MTV Movie Awards                  | Meilleur cameo                                                 | Anchorman 2: The Legend Continues | Nommée   |
| 2014  | Critics' Choice Television Awards | Meilleure série comique                                        | Broad City                        | Nommée   |
| 2014  | Critics' Choice Television Awards | Meilleure actrice dans une série comique                       | Parks and Recreation              | Nommée   |
| 2014  | Television Critics Association    | Meilleure interprétation dans une série comique                | Parks and Recreation              | Nommée   |
| 2014  | Primetime Emmy Awards             | Meilleure actrice principale dans une série comique            | Parks and Recreation              | Nommée   |
| 2015  | Writers Guild of America          | Comédie/Variété (Musique, Récompense, Hommages) - promotion    | Parks and Recreation              | Lauréate |
| 2015  | Screen Actors Guild               | Meilleure performance par une actrice dans une série comique   | Parks and Recreation              | Nommée   |
| 2015  | Critics' Choice Television Awards | Meilleure série comique                                        | Broad City                        | Nommée   |
| 2015  | Primetime Emmy Awards             | Meilleure série comique                                        | Parks and recreation              | Nommée   |
| 2015  | Primetime Emmy Awards             | Meilleure actrice principale dans une série comique            | Parks and recreation              | Nommée   |
| 2015  | Detroit Film Critics Society      | Meilleur ensemble                                              | Inside out (vice-versa)           | Nommée   |
| 2016  | Annie Award                       | Meilleure voix dans une production d'animation                 | Inside out (vice-versa)           | Nommée   |
| 2016  | Kids' Choice Awards               | Meilleure voix dans un film d'animation                        | Inside out (vice-versa)           | Lauréate |
| 2016  | Grammy Awards                     | Meilleur livre écrit                                           | Yes Please                        | Nommée   |

## Voix francophones
En version française, Amy Poehler n'a pas de voix régulière. Elle est doublée par Marie-Laure Dougnac dans la franchise Wet Hot American Summer, Léa Gabrièle dans Les Rois du patin et Légendes vivantes, Valérie Nosrée dans  Parks and Recreation et Un week-end à Napa, Blanche Ravalec dans Lolita malgré moi, Lydia Cherton dans Envy, Virginie Ledieu dans Southland Tales, Patricia Legrand dans Baby Mama ou encore par Mélody Dubos dans Sisters.
- Audrey Sablé dans Shrek le troisième.
- Ethel Houbiers dans Monstres contre Aliens.
- Charlotte Le Bon dans Vice-versa.
- Michèle Lituac dans Bob L'éponge.
- Barbara Beretta dans Super Bizz !
- Alexis Tomassian et Déborah Perret dans Duncanville
- Valérie Nosrée dans Parks and Recreation.